# (500196) 2012 HG1
(500196) 2012 HG1 es un asteroide perteneciente al cinturón de asteroides, descubierto el 27 de enero de 2011 por el equipo del Mount Lemmon Survey desde el Observatorio del Monte Lemmon, Arizona, Estados Unidos.

## Designación y nombre
Designado provisionalmente como 2012 HG1.

## Características orbitales
2012 HG1 está situado a una distancia media del Sol de 2,641 ua, pudiendo alejarse hasta 2,724 ua y acercarse hasta 2,557 ua. Su excentricidad es 0,031 y la inclinación orbital 10,22 grados. Emplea 1567,90 días en completar una órbita alrededor del Sol.

## Características físicas
La magnitud absoluta de 2012 HG1 es 16,9.